# Eurocentryzm

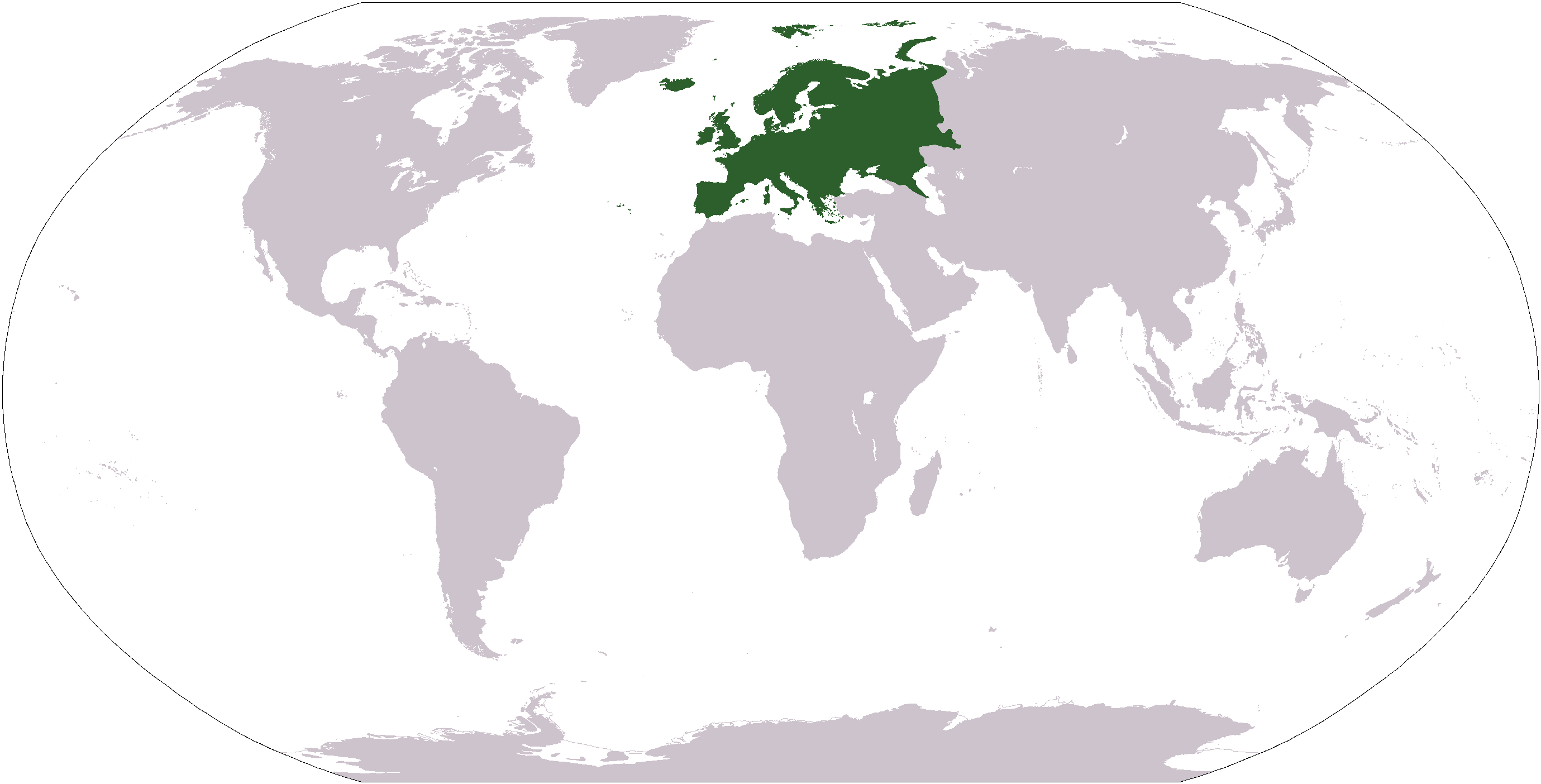
Mapa świata pokazująca Europę

Eurocentryzm (też: Europocentryzm) – praktyka i postawa cechujące świadome lub nieświadome stawianie europejskich (i generalnie zachodnich) rozwiązań, problemów, kultury czy wartości wyżej niż te z innych kręgów kulturowych. Eurocentryzm jest odmianą etnocentryzmu, wyjątkowo wpływową z powodu jej forsowania na podstawie bieżącej i minionej siły politycznej.

## Przykłady eurocentryzmu
- Teoria europejskiego cudu, czyli wyjaśnienie przyczyn wzrostu Europy do jej obecnej pozycji ekonomicznej i politycznej, była krytykowana za europocentryzm.
- Mapy świata były projektowane z Anglią pośrodku, gdzie ustalono południk zerowy (Greenwich). Istnieją racjonalne przesłanki ku takiemu układowi, jednak podkreśla on niewątpliwie centralną pozycję Europy w świadomości jej mieszkańców.
- Nazwy geograficzne na świecie powstały w trakcie podróży europejskich odkrywców, którzy odkrywali często tereny od tysięcy lat zamieszkane i posiadające już swoje nazwy oryginalne. Nazwa „Bliski Wschód” jest typowym przykładem nazwy utworzonej z europejskiego punktu widzenia.
- Historia w europejskich szkołach skupia się na wydarzeniach europejskich i historii Stanów Zjednoczonych. Tereny nieeuropejskie pojawiają się zwykle w kontekście „odkrywania” ich przez Europejczyków. Tę tendencję widać nawet wewnątrz samej Europy, gdzie nauczanie historii w szkołach Zachodniej Europy traktuje bardzo pobieżnie historię Europy Wschodniej.
- Historie nauki zwykle pomijają osiągnięcia Azjatów, Indusów czy Arabów. Powszechnie przyjmuje się na przykład, że rachunek różniczkowy wynaleźli Izaak Newton i Gottfried Leibniz. Pomija się osiągnięcia Madhawa z Sangamagramy, które wyprzedziły ich o 300 lat.[potrzebny przypis] Kursy filozofii pomijają lub traktują bardzo pobieżnie nauki Konfucjusza czy Buddy.